# Bao Jiachang
Bao Jiachang (chinesisch 包嘉昌, Pinyin Bāo Jiāchāng; * 5. Januar 1993) ist ein ehemaliger chinesischer Eishockeynationalspieler.

## Karriere
Bao Jiachang begann seine Karriere als Eishockeyspieler in einer Amateurmannschaft aus Harbin, für die er seit 2009 in der chinesischen Eishockeyliga spielte. 2011 wurde er mit der Mannschaft chinesischer Landesmeister. Daraufhin wurde die Profimannschaft China Dragon auf ihn aufmerksam und er wechselte 2012 zu dem Team aus Shanghai in die Asia League Ice Hockey, in der er zwei Jahre spielte. 2014 kehrte in das Amateurteam aus Harbin zurück. 2017 nahm er einen zweiten Anlauf in Richtung Profieishockey und versuchte, einen Vertrag beim neu gegründeten KRS Heilongjiang zu erhalten, scheiterte jedoch.

### International
Für China nahm Bao Jiachang im Juniorenbereich an der U18-Junioren-Weltmeisterschaft der Division III 2010 und der Division II 2011 sowie der U20-Junioren-Weltmeisterschaft der Division II 2011 und der Division III 2012 und 2013, als er als bester Stürmer des Turniers ausgezeichnet wurde und auch die meisten Vorlagen gegeben hatte, teil. Zudem vertrat er seine Farben 2012 beim U20-Turnier des IIHF Challenge Cup of Asia. Auch bei den Winter-Universiaden 2015 im spanischen Granada und 2017 im kasachischen Almaty spielte er für das Team aus dem Reich der Mitte.
Im Seniorenbereich stand der Stürmer im Aufgebot Chinas bei den Weltmeisterschaften der Division II 2012, 2013, 2014, 2015, 2016 und 2017. Außerdem nahm er für China an der Qualifikation für die Olympischen Winterspiele in Pyeongchang 2018 teil.

## Erfolge und Auszeichnungen
- 2010 Aufstieg in die Division II bei der U18-Junioren-Weltmeisterschaft der Division III, Gruppe A
- 2011 Chinesischer Meister mit der Mannschaft aus Harbin
- 2013 Aufstieg in die Division II, Gruppe B, bei der U20-Junioren-Weltmeisterschaft der Division III
- 2013 Bester Stürmer bei der U20-Junioren-Weltmeisterschaft der Division III
- 2013 Bester Vorlagengeber bei der U20-Junioren-Weltmeisterschaft der Division III
- 2015 Aufstieg in die Division II, Gruppe A, bei der Weltmeisterschaft der Division II, Gruppe B
- 2017 Aufstieg in die Division II, Gruppe A, bei der Weltmeisterschaft der Division II, Gruppe B

## Asia-League-Statistik
(Stand: Ende der Saison 2013/14)